# 14,5×114 мм
14,5 × 114 мм — набій для великокаліберних кулеметів і протитанкових рушниць. Розроблений в 1938 році з кулею Б-32, взятий на озброєння в 1941 році, в тому ж році випущений з кулею БС-41. Спочатку створений для протитанкових рушниць, але пізніше (1944 році) став боєприпасом для кулеметів КПВ і КПВТ, які використовують для озброєння бронетранспортерів починаючи з БТР-60 (пізніших версій, починаючи з БТР-60ПБ) до БТР-80, БРДМ-2, в зенітно-кулеметних установках, тощо.

## Розміри набою
Ємність гільзи набою 14.5×114 мм дорівнює 42.53 мл (655 гран води). Зовнішня форма гільзи спеціально розроблена для надійного використання в гвинтівках з ковзним затвором та кулеметах в бойових умовах.
Максимальні габарити набою 14.5×114 мм. Всі величини вказані в міліметрах (мм).

## Різновиди
| Набій         | Індекс ГРАУ  | Примітка |
| ------------- | ------------ | --- |
| 14,5 Б-32 гл  | 57-БЗ-561    | набій з бронебійно-запалювальною кулею Б-32 зі сталевою серцевиною і латунною гільзою |
| 14,5 Б-32 гс  | 57-БЗ-561с   | набій з бронебійно-запалювальною кулею Б-32 зі сталевою серцевиною і сталевою гільзою |
| 14,5 БЗТ гл   | 57-БЗТ-561   | набій з бронебійно-запально-трасуючою кулею БЗТ-44 зі сталевою серцевиною і латунною гільзою |
| 14,5 БЗТ гс   | 57-БЗТ-561с  | набій з бронебійно-запально-трасуючою кулею БЗТ-44 зі сталевою серцевиною і сталевою гільзою |
| 14,5 БЗТ-М гс | 57-БЗТ-561СМ | набій з бронебійно-запально-трасуючою кулею БЗТ-М зі сталевою серцевиною і сталевою гільзою |
| 14,5 БС-39    |              | набій з бронебійною кулею БС-39 зі сталевою серцевиною |
| 14,5 БС-41    | 57-БЗ-562    | набій з бронебійно-запалювальною кулею БС-41 з металокерамічною серцевиною (карбід вольфраму) |
| 14,5 БСТ      | 57-БЗТ-562   | набій з бронебійно-запально-трасуючою кулею БСТ |
| 14,5 МДЗ гл   | 57-З-564     | набій із запалювальною кулею миттєвої дії МДЗ і латунною гільзою |
| 14,5 МДЗ гс   | 57-З-564С    | набій із запалювальною кулею миттєвої дії МДЗ і сталевою гільзою |
| 14,5 МДЗ      | 7-З-1        | набій із запалювальною кулею миттєвої дії МДЗ |
| 14,5 МДЗ-М    | 7-З-6        | набій із запалювальною кулею миттєвої дії МДЗ-М |
| 57-З-561М     |              | набій з пристрілювально-запальною кулею ЗП |
| 57-Н-561УЧ    |              | навчальний набій |
| 57-Х-561      |              | холостий набій |
|               |              | набій з бронебійно-запально-хімічною кулею БЗХ . Заради експерименту для підвищення ефективності в донну частину серцевини БС-41 була поміщена капсула з дратівливою речовиною ХАФ (хлорацетофенон). Після пробиття броні створювала в заброневому просторі нестерпну концентрацію сльозогінного газу і виводила з ладу живу силу супротивника, що там знаходиться. Подібний ефект був застосований німцями для 7,92-мм протитанкової рушниці PzB-39. |

### 12,7×114 мм HL
Українська компанія «Володар Обрію» виготовляє для однойменної гвинтівки патрон 12,7×114 мм HL, що являє собою кулю калібру 12,7 мм у переобтисненій гільзі від патрона 14,5×114 мм. 18 листопада 2023 року під час повномасштабного російського вторгнення з застосуванням цих гвинтівки та патрона снайпер СБУ В'ячеслав Ковальський встановив новий снайперський рекорд, ліквідувавши ймовірного російського офіцера на відстані 3800 метрів.

## Зброя, що використовує набій
- Володар обрію
- Протитанкова рушниця Симонова;
- Протитанкова рушниця Дегтярьова;
- Протитанкова рушниця Рукавішникова;
- КПВТ (ЗДУ-1, ЗПУ-1, ЗПУ-2, ЗПУ-4, 2М-5);
- QJG-02;
- IST Istigal;
- Gepard M3 та М6;
- Кулемет Слостіна;
- Snipex Alligator;
- Snipex T-Rex.